# Union sportive gravelinoise football
Pour les articles homonymes, voir Union sportive Gravelines Football.
 (juillet 2017).
Si vous disposez d'ouvrages ou d'articles de référence ou si vous connaissez des sites web de qualité traitant du thème abordé ici, merci de compléter l'article en donnant les références utiles à sa vérifiabilité et en les liant à la section « Notes et références ».
L'Union sportive gravelinoise football est un club français de football situé à Gravelines dans le Nord.

## Histoire

### 1987-1993: La percée jusqu'aux portes du football professionnel
De 1942 à 1987, l'USG ne fit que des allers-retours entre DH et DHR. En 1988, l'USG manqua la montée en 4e Division et fit de même en 1989. L'USG gagna le premier titre de son histoire en remportant le championnat de DH en 1990. L'année suivante, l'USG poursuivit sa série en remportant la 4e Division. En 1992, le club manqua de peu la montée en 2e Division. En 1993, à la mi-saison, l'USG était encore en bonne position pour accéder à la division supérieure, le club parvenant même jusqu'en 32e de Finale en Coupe de France. 

### 1993-2008: La chute et le retour rapide en DH
Opposant l'USG au Stade lavallois, ce 32e de Finale de Coupe de France, perdu sur le score de 3 buts à 1, marqua le début de la descente aux enfers du club, d'autant plus qu'en parallèle, le maire de Gravelines, Albert Denvers, décida une baisse des subventions au club, ce qui fit partir la majorité des joueurs de l'USG. Le club termina alors sa saison avant-dernier en 3e Division, puis enchaîna avec une dernière place en CFA en 1994, synonyme de relégation en CFA 2. En 1995, l'USG descendit en DH en terminant avant-dernier en CFA 2 et y resta 13 années. Le club manqua la montée en 2002, mais finit par remporter le championnat de DH en 2008 et accéda au CFA 2.

### Depuis 2008: De la survie en CFA2 au retour en DH
De 2008 à 2010, l'USG se battit pour la montée en CFA, mais depuis 2010, le club lutte plutôt pour le maintien en CFA 2. À la suite de la confirmation de la rétrogradation administrative du Mans FC en CFA, l'US Gravelines est finalement repêchée pour la saison 2013-2014 de CFA 2 en sa qualité de meilleur 11e sur les 8 groupes de la division. À la fin de la saison 2013-2014, l'USG finit à la dernière position synonyme de relégation en DH pour la saison 2014-2015.

## Logos

Logo jusqu'en 2015.
Logo depuis 2015.

## Palmarès
- Championnat de France de Division 4 (1)
  - Vainqueur du groupe A : 1991

- Championnat de Division d'Honneur du Nord-Pas-de-Calais (2)
  - Champion : 1990, 2008

- Coupe de France
  - 32e de finale contre le Stade lavallois, défaite 1-3 : 1993
  - 32e de finale contre le FC Villefranche Beaujolais, défaite 0-3 : 2019

## Entraîneurs
- 2015-2016 :  Ludovic Pollet
- 2018- :  Djezon Boutoille